# Curatico
Curatico è una piccola frazione del comune di Corniglio, in Provincia di Parma.
La frazione dista 7,08 km dal capoluogo.

## Geografia fisica
Curatico si trova sulla sinistra orografica del torrente Parma, a 493 m s.l.m. Comprende le tre località di Curatico, San Rocco e Costa Venturina.
Il terreno sottostante alla frazione è noto sin dall'antichità per la sua franosità, per via delle vene sotterranee del Rio Costa Venturina e per la conformazione del terreno sottostante, formato da scisti argillosi e blocchi di arenaria, che hanno favorito alla nascita di molte frane nel corso degli anni.

## Storia
La prima volta che sentiamo parlare del villaggio è proprio riguardante la sua ubicazione su terreno scosceso: nel 879 Carlomanno dona al prete Adalberto un casale che prende il nome di Curatico, situato in un luogo scosceso e franoso, compreso tra le terre di Beduzzo e Vestola:
Qouddam Casale in petrosis et rupinosis montium locis finibus parmensibus situm, qoud cognominatur Curaticus... ipsum casale quod cognominatur Curaticus situm in montanis locis finibus parmensibus, qui regitur per Iubianum massarium cum omnibus adiacentiis et pertinentiis suis in integrum cum superioribus et inferioribus suis, sicut finis de medio est terra de Vestola, de subtusres de Beducio de mane fluvius Parma, de occidente res S. Benedicti, et de consortibus.
Fu esentato dalla vita cornigliese per parecchio tempo, fino al 1444, dove il paese di Curatico dovette pagare un'imposta sul sale per raccogliere fondi con il quale sarebbero stati istituiti degli alloggi per i soldati Ducali.
Il 1º settembre 1509 figura una terza volta per la riunione dei consules del Comune di Corniglio, a cui era presente anche quello di Curatico, rappresentato da Paolo Fontana.
Le sue citazioni successive saranno legate esclusivamente alle rovinose frane che rovineranno più volte edifici nella frazione e fatti riguardanti la sua parrocchia, tra cui la costruzione del Monastero accanto alla chiesa.

## Monumenti e luoghi d'interesse

### Oratorio di Santa Maria della Neve
Costruito all'incirca nel 1497, l'oratorio di Curatico fu affidato alla cura dei Servi di Maria di Parma, che vi costruirono accanto un monastero, distrutto da una frana nel 1670; affidato successivamente a un cappellano, il piccolo edificio tardo-medievale fu sopraelevato e decorato internamente in forme barocche nel corso del XVII secolo; elevato a santuario mariano intitolato alla Madonna della Neve, fu ristrutturato intorno al 2000. L'edificio, rivestito esternamente in pietra, è affiancato da due cappelle.
Al suo interno spiccano un altare ligneo dorato settecentesco ed una campanellina del 1498.